# Oliver Geis
Oliver Horst Geis (* 20. Juni 1991 in Limburg an der Lahn) ist ein deutscher Sportschütze in der Disziplin Schnellfeuerpistole.
Geis gewann bei den Junioreneuropameisterschaften 2011 die Bronzemedaille. Bei den Europameisterschaften 2013 gewann er mit der Mannschaft seinen ersten Titel. 2014 gewann er mit der Mannschaft den Titel bei den Weltmeisterschaften in Granada und belegte im Einzelwettbewerb den zweiten Platz. 2015 wurden in Baku die ersten Europaspiele ausgetragen, Oliver Geis erhielt die Bronzemedaille. Bei den Europameisterschaften 2015 in Maribor siegte er sowohl im Einzel als auch mit der Mannschaft. Ebenfalls 2015 gelang Geis in Fort Benning sein erster Weltcup-Sieg. Beim vorolympischen Weltcup in Rio de Janeiro erreichte Geis 2016 den vierten Platz. Auf der gleichen Anlage werden auch die Schießwettbewerbe bei den Olympischen Spielen 2016 ausgetragen. Bei den Olympischen Wettkämpfen 2016 erreichte Geis als 17. der Qualifikation nicht den Endkampf um die Medaillen. Bei den Weltmeisterschaften 2023 in Baku gewann Geis in Mannschaftswettbewerben drei Medaillen. Mit der Zentralfeuerpistole wurde er Weltmeister, während er mit der Schnellfeuerpistole und der Standardpistole jeweils Zweiter wurde.
Oliver Geis gehörte früher dem Verein St. Hubertus Mengerskirchen an, wechselte aber dann zum SV 1935 Kriftel, für den auch Christian Reitz startet.